# カステッレット・ディ・ブランドゥッツォ
カステッレット・ディ・ブランドゥッツォ（伊: Castelletto di Branduzzo）は、イタリア共和国ロンバルディア州パヴィーア県にある、人口約1,000人の基礎自治体（コムーネ）。

## 地理

### 位置・広がり

#### 隣接コムーネ
隣接するコムーネは以下の通り。
- バスティーダ・パンカラーナ
- ブレッサーナ・ボッタローネ
- カザティズマ
- ルンガヴィッラ
- パンカラーナ
- ピッツァーレ
- ヴェッレット

### 気候分類・地震分類
気候分類では、zona E, 2623 GGに分類される。
また、イタリアの地震リスク階級 (it) では、zona 3 (sismicità bassa) に分類される
。

## 行政

### 分離集落
カステッレット・ディ・ブランドゥッツォには、以下の分離集落（フラツィオーネ）がある。
- Branduzzo, Valle Botta, Bassino, Case Nuove